# New York Post
De New York Post is een Amerikaanse krant op tabloidformaat.
Het dagblad is een van de oudste kranten in de VS die bestaat sinds 1801 en werd opgericht door de founding father Alexander Hamilton. De krant is sinds 1976 in het bezit van News Corp, het internationale persbedrijf van de Australische krantenmagnaat Rupert Murdoch, dat onder andere ook het Amerikaanse mediabedrijf Fox News bezit en de Britse kranten The Times en The Sun uitgeeft.
Voordat de New York Post in Murdochs bezit kwam, was de krant een liberale, vrijzinnige krant op broadsheetformaat. De krant werd voornamelijk gelezen door hogeropgeleiden en liberale politici en stond in hoog aanzien in de VS.
Toen de oplage in de naoorlogse jaren steeds meer daalde, begon het blad zoveel verlies te maken dat men hem aan Murdoch verkocht.
Murdoch veranderde de politieke richting van de krant in rechts, conservatief en populistisch, en veranderde de opzet, (schrijf)stijl en inhoud volledig. Het formaat veranderde in het tabloidformaat en er werd zeer veel aandacht besteed aan sport, roddel, schandalen en de "sterren". De krant kreeg een uitbundiger opmaak en ging meer op het Britse boulevardblad The Sun lijken, de krant die Murdoch eind jaren zestig had gecreëerd. De oplage steeg onmiddellijk en de krant is sinds 2006 de op tien na grootste krant van de VS.